# Taenga (atolón)
Taenga o Taunga hara, es un atolón de las Tuamotu, en la Polinesia Francesa. Depende administrativamente de la comuna de Makemo situado a 32 km al este de dicho atolón.

## Geografía
Taenga se encuentra a 27 km al noroeste de Nihiru, que es el atolón más cercano, y 650 km al este de Tahití. Es un atolón triangular de 27 km de base y 11 km de ancho con superficie de 20 km². Su laguna cubre 140 km² y es accesible por una solo paso en el oeste.
En 2012, el atolón estaba habitado por 124 personas, muchas de las cuales de pertenecen a la comunidad mormona, asentada en el atolón desde 1845. El principal asentamiento es el pueblo de Henuparea.

## Historia
La primera mención del atolón fue hecha por los navegantes y comerciantes ingleses John Turnbull y John Buyers 1803 llamándola isla de Holt. El 14 de julio de 1820 las avista el explorador ruso Bellingshausen, que la bautiza como Yermolov, nombre con el que sigue apareciendo en algunos mapas.